# 廣寧工業大學
21°01′10″N 106°48′54″E / 21.0195796°N 106.814874°E
广宁工业大学（越南语：／）是一所位于越南广宁省的公办本科大学，学校由越南工贸部主管。

## 历史沿革
广宁工业大学的前身是1958年成立的矿业技术中等专业学校，1996年7月升格为大专层次的矿业技术高等专科学校，2007年，越南政府将其升格为本科层次的广宁工业大学，校名及建制延续至今。

## 学校现况
广宁工业大学是一所以工科专业见长的大学，在煤炭等矿产的开采领域具有优势；并与德国弗莱贝格工业大学、韩国东西大学、中国南宁师范大学相继建立了学术交流关系。